# Fiare Banca Ética
Fiare Banca Ética est une banque coopérative espagnole.

## Histoire
En 2003, plusieurs organisations du Pays basque, intéressées par la finance éthique, créées la Fundación Inversión y Ahorro Responsable (FIARE) à Bilbao, sous la forme d'une organisation à but non lucratif. Elle vise à devenir une Banque éthique.
En 2005, FIARE devient une agence coopérative d'épargne et de crédit rattachée à la Banca Popolare Etica, une banque Italienne.
La fondation reçoit, en 2011, le prix "Ignacio Ellacuría" de coopération pour le développement.
En 2011, le regroupement des deux organisations est proposée, aboutissant en 2013 à la fusion des deux entités sous le nom de Fiare Banca Ética.
En 2014, elle a été inscrite au registre officiel des entités et agences de la Banque d'Espagne.
Selon le rapport La finance éthique et durable en Europe présenté au Parlement européen en 2019, elle n'a eu besoin d'aucune aide dans la crise économique de 2008-2013.
En 2016, les investissements les plus importants en Espagne ont été deux projets de cohabitation pour seniors à Madrid et à Cuenca.
En 2019, un accord de collaboration commerciale et financière est signé avec la Confédération espagnole des entreprises de l'économie sociale (CEPES).
En 2019, il avait des bureaux à Bilbao et Madrid et une délégation à Barcelone et en Galice, des groupes d'initiative territoriale et les projets qui avaient reçu le plus de financement étaient ceux d'insertion sociale et professionnelle.
En novembre 2021, la coopérative comptait 45 743 membres, dont 3335 en Espagne, et un capital social de 81 688 000 euros.

## Objectifs
Son activité prétend répondre au double objectif de :
- Financer des activités économiques à impact social positif. Par le soutien de projets et d'entreprises sociales, environnementales, culturels et humanitaires.
- Offrir à l'épargnant et à l'investisseur la possibilité de soutenir ce type d'activité, en canalisant ses souhaits pour décider de manière responsable de l'usage que l'institution financière en fait.